# Mirepoix (Ariège)
Mirepoix é uma comuna francesa na região administrativa de Occitânia, no departamento de Ariège.